# Dischistus heterocerus
Dischistus heterocerus är en tvåvingeart som först beskrevs av Macquart 1840.  Dischistus heterocerus ingår i släktet Dischistus och familjen svävflugor. Inga underarter finns listade i Catalogue of Life.